# President del Togo

Blasó del Togo.

Aquesta és la llista dels presidents del Togo des de la independència l'any 1960, fins a l'actualitat.
| # | #   | Imatge | Nom (Naixement–mort)                             | Mandat                        | Mandat               | Mandat                                              | Partit                                                                   |
| # | #   | Imatge | Nom (Naixement–mort)                             | Elecció                       | Inici                | Fi                                                  | Partit                                                                   |
| - | --- | ------ | ------------------------------------------------ | ----------------------------- | -------------------- | --------------------------------------------------- | ------------------------------------------------------------------------ |
|   | 1   |        | Sylvanus Olympio (1902–1963)                     | 1961                          | 27 d'abril de 1960   | 13 de gener de 1963 (assassinat)                    | CUT                                                                      |
|   | —   |        | Emmanuel Bodjollé (1928–)                        | —                             | 13 de gener de 1963  | 15 de gener de 1963                                 | militar                                                                  |
|   | 2   |        | Nicolas Grunitzky (1913–1969)                    | 1963                          | 16 de gener de 1963  | 13 de gener de 1967 (deposat)                       | Parti togolais du progrès - PTP                                          |
|   | —   |        | Kléber Dadjo (1914–1988/89)                      | —                             | 14 de gener de 1967  | 14 d'abril de 1967                                  | militar                                                                  |
|   | 3   |        | Gnassingbé Eyadéma (1935–2005)                   | 1972 1979 1986 1993 1998 2003 | 14 d'abril de 1967   | 5 de febrer de 2005 (va morir durant el seu mandat) | militar / Rassemblement du Peuple Togolais - RPT                         |
|   | 4   |        | Faure Essozimna Gnassingbé (1966–)               | —                             | 5 de febrer de 2005  | 25 de febrer de 2005 (va renunciar)                 | Rassemblement du Peuple Togolais - RPT                                   |
|   | —   |        | Bonfoh Abass (1948–2021) provisional prezidanto. | —                             | 25 de febrer de 2005 | 4 de maig de 2005                                   | Rassemblement du Peuple Togolais - RPT                                   |
|   | (4) |        | Faure Essozimna Gnassingbé (1966–)               | 2005 2010 2015                | 4 de maig de 2005    | actualitat                                          | Rassemblement du Peuple Togolais - RPT / Union pour la République - UNIR |

## Nòtes
1. ↑  Usant el títol "Cap del Comitè de la Revolta
2. ↑  Usant el títol "Cap del Comitè per la Reconstrucció Nacional"
3. ↑  Anteriorment Étienne Eyadéma, el 8 de maig de 1974 va canviar el seu nom a Gnassingbé Eyadéma, adoptant la idea d'"Africanización", i també commemorant haver sobreviscut un acident d'avió.
4. 1 2  fill de Gnassingbé Eyadéma
5. ↑  Com a president de l'Assemblea Nacional i segons la Constitució, Abbas va succeir a Eyadéma